# Puisette

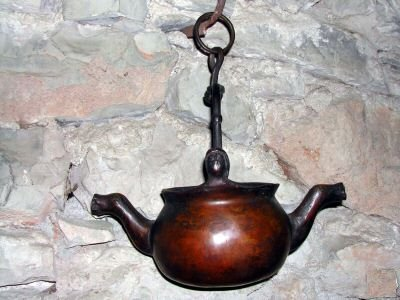
Détail d'une puisette.

Une puisette est un ustensile domestique du XIIIe au XVIe siècle, voire plus tardif, servant à contenir et distribuer l'eau. Elle tire son nom du fait qu'avant de servir à la distribution de l'eau elle était remplie par immersion dans un puits ou dans un baquet. Remplie, cette ancêtre du robinet délivre la quantité d'eau souhaitée par basculement de l'un ou l'autre de ses becs verseurs.
Un détail d'un tableau du maître de Flémalle, Robert Campin, daté vers 1420-1430, montre un ensemble constitué d'un lavabo (avec sa puisette en bronze), son essuie-mains et autres détails d'un logis de cette époque.
Cette puisette était placée généralement dans un évier ou un lavabo, une niche dans la chambre à coucher ou la pièce à vivre de certains logis médiévaux. On en trouve également dans certaines églises mais dans ce dernier cas le lavabo s'appelle une piscine liturgique ; elle est réservée aux ablutions.

## Galerie d'images

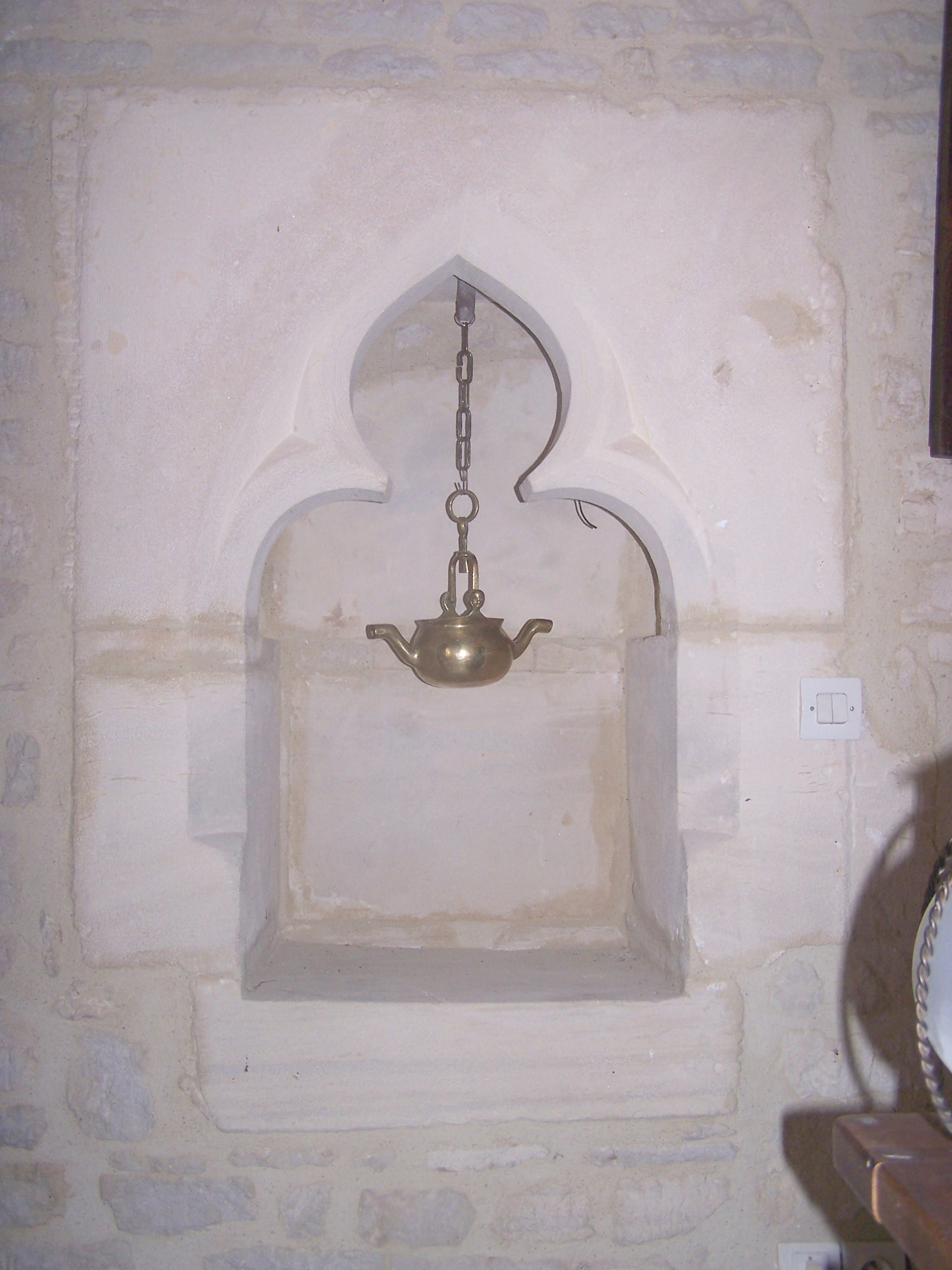
Lavabo et sa puisette.
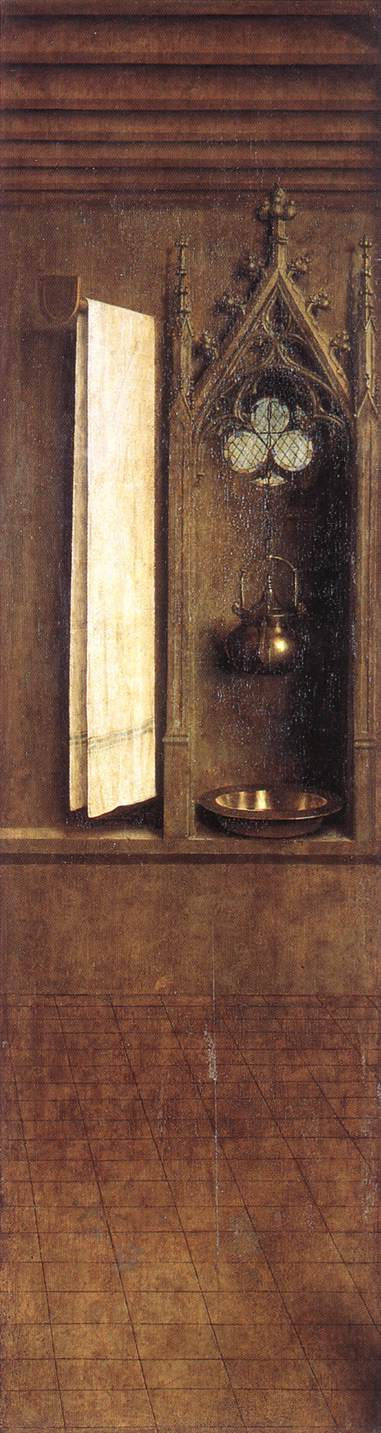
Lavabo, puisette et son bassin (plat d'offrande).
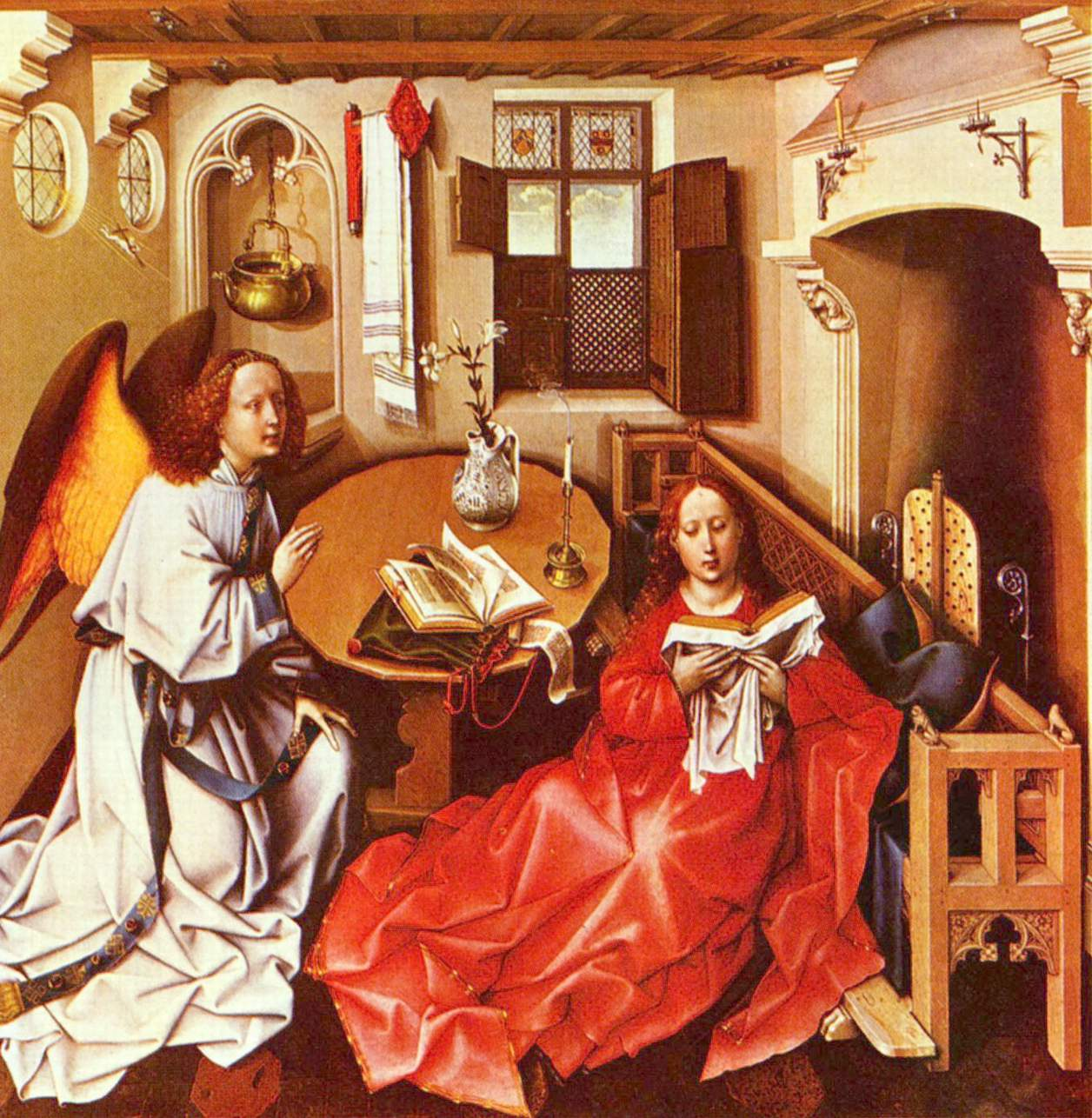
L'Annonce faite à Marie (regardez au fond à gauche de ce tableau).
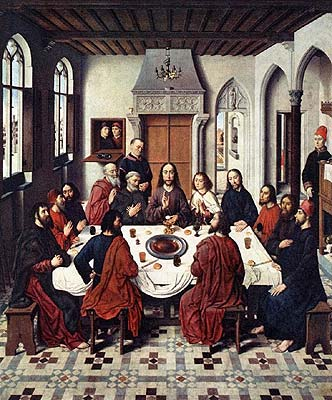
Agrandir l'image en cliquant et regarder en arrière-plan à droite à l'entrée de la salle sous le portique.